# Ginecology
Ginecology è un album della band italiana di rock demenziale Gem Boy uscito il 12 maggio 2006. Il titolo fa il verso all'album di Prince Musicology.
Per promuovere l'uscita del disco, il leader dei Gem Boy CarlettoFX ha realizzato 5 filmati-parodia con il ridoppiaggio, Il tempo dei croissant (parodia di Il tempo delle mele), La casistica (parodia di La casa), Pecorone pazzo (parodia di Innamorato pazzo), I guerrieri delle note (parodia di I guerrieri della notte) e Sapore di Marte (parodia di Sapore di mare). Inoltre, sono stati realizzati i video dei brani Giambel V, Goldrake al ristorante, Balla coi Lapi, Giornata mesta e Senza la tv, girato interamente da alcuni fan dei Gem Boy.

## Tracce
1. Ginecology – 0:35
2. Senza la tv – 3:07
3. Pecoroni – 4:12
4. Lapolverino – 1:03
5. Balla coi Lapi – 3:12
6. Goldrake al ristorante – 3:29
7. La mia Golf – 3:33
8. Autogrill – 3:36
9. Dur de France – 3:17
10. Sindrome di Topo Gigio – 3:49
11. N-Euro – 3:20
12. Latin Lover 2 – 3:00
13. Giambel V – 3:59
14. Vedo non vedo – 3:09
15. Interrogation de France – 3:03
16. Prot! – 2:32
17. Giornata mesta – 4:29
18. Ti tiro dei nomi – 2:58
19. Autogrill reprise – 3:02
20. Rock Stars – 2:57
21. Mai ali ai maiali – 3:14

## Formazione
- Carlo Sagradini - voce
- Matteo Monti - batteria
- Alessandro Ronconi "J.J. Muscolo" - chitarra
- Denis Valentini - basso
- Max Vicinelli - tastiere
- Michele "Sdrushi" Romagnoli - Editing